# На Західному фронті без змін
«На Західному фронті без змін» або «На Заході без змін» (нім. Im Westen nichts Neues, дослівно — «На Заході нічого нового») — антивоєнний роман німецького письменника Еріха Марії Ремарка, виданий 1929 р. У передмові до нього автор говорить: «Ця книга — не викриття і не сповідь. Це лише спроба розповісти про покоління, яке занапастила війна, про тих, хто став її жертвою, навіть якщо врятувався від снарядів».
За книгою було знято три екранізації, кожна з яких отримала високу оцінку. Американська екранізація 1930 року, знята режисером Льюїсом Майлстоуном, отримала дві премії «Оскар». Британсько-американська екранізація 1979 року, телевізійний фільм Делберта Манна, отримала премії «Золотий глобус» і «Еммі». Німецька екранізація 2022 року, режисер Едвард Берґер, отримала чотири премії «Оскар».[джерело?]

## Про роман
Оповідь у романі ведеться від імені молодого хлопця Пауля Боймера, який разом зі своїми сімома однокласниками потрапив на фронт під час Першої світової війни. Він розповідає про все, що відбувається зі звичайними солдатами під час війни. Участь у бойових діях на Західному фронті, життя під час більш-менш спокійних днів, перебування у шпиталях і коротких відпустках вдома. Ремарк називає цих молодих людей «втраченим поколінням», бо вони через душевні й психологічні травми, отримані під час війни, не зможуть уже адаптуватися до «нормального» мирного життя. Ця проблема є однією з найважливіших у романі.
Тодішня німецька влада не схвалила твір, оскільки він суперечив правоконсервативній воєнній літературі, яка плекалася в епоху Веймарської республіки, котра намагалася виправдати програну Німеччиною війну і героїзувати її солдат.[джерело?]
У творі присутні епізоди з використанням хімічної зброї. Автор яскраво описує симптоми цианозу в уражених задушливими газами. В одній сцені в страшних муках від отруєння фосгеном гине свіже поповнення, молодь, яка опинилась на фронті без належної підготовки і тому не знає, що цей газ, що важчий за повітря, збирається у вирвах, окопах, ямах.

## Історія створення
Спочатку Ремарк пропонував видати роман найавторитетнішому видавцю Веймарської республіки Самюелю Фішеру. Він підтвердив високий літературний рівень твору, але публікувати відмовився, вважаючи, що ніхто б не захотів читати книгу про Першу світову війну в той час. Після карколомного успіху роману Фішер визнав, що це рішення стало однією з найбільших помилок його кар'єри.[джерело?]
Після відмови Ремарк віддав рукопис у видавництво «Haus Ullstein». Його було надруковано малим шрифтом, з великими проміжками між рядками, а текст містив безліч правок. Там роман погодилися видати. Проте видавці теж боялись невдачі, тому в договорі, який запропонували підписати Ремарку, містився пункт, згідно якого письменник зобов'язувався відпрацювати витрати на публікацію роману в ролі журналіста, у випадку невдачі. Крім того, рукопис надіслали на рецензування літературознавцям і учасникам Першої світової. На основі їхніх зауважень і побажань Ремарка попросили переробити твір.[джерело?]
8 листопада 1928 р., напередодні 10-ї річниці перемир'я, текст роману був опублікований у берлінській газеті «Vossische Zeitung». Ремарк був представлений як звичайний солдат, що не має жодного літературного досвіду. А роман він, мовляв, написав для того, аби виговоритися і звільнитися від отриманої на війні душевної травми. Передмова видавництва звучала так: «„Vossische Zeitung“ вважає себе зобов'язаною видати цей „автентичний“, вільний і правдивий документальний звіт про війну».
З 10 листопада 1928 р. в газеті почали публікувати уривки роману. Його успіх перевершив усі очікування видавців — наклад видання виріс у кілька разів. У редакцію почали приходити тисячі листів від читачів, які дякували за «неприкрашений опис війни».
На момент виходу книги 29 січня 1929 р. вже було зроблено понад 30 тис. попередніх замовлень роману. Видавництву довелося друкувати тираж роману паралельно на кількох типографіях. Уже 7 травня 1929 р. роман видали накладом в 500 тис. примірників. Так роман «На Західному фронті без змін» став найбільш популярним і тиражним виданням за всю історію Німеччини. Того ж року його переклали 26 мовами.[джерело?]
У 1933 р. Еріх Марія Ремарк емігрував з Німеччини через політичні розбіжності з Націонал-соціалістичною партією. Політична сила Адольфа Гітлера здобула владу на виборах, отримавши, зокрема, в Оснабрюку, рідному містечку письменника, майже третину голосів. Гітлерівці вважали роман «На Західному фронті без змін» антипатріотичним. Адольф Гітлер проводив політику експансії — пацифіст Ремарк йому не подобався. У Німеччині спалювали книги письменника та піддавали репресіям родину.

## Головні герої
- Пауль Боймер — головний герой роману, від імені якого ведеться розповідь. Загинув у жовтні 1918 року.
- Станіслав Качинський — 40-річний товариш Пауля, загинув наприкінці війни.
- Тьяден — слюсар.
- Мюллер П'ятий — на фронті вчив закони фізики, сподіваючись скласти екзамени вдома. Загинув від поранення в живіт.
- Гайє Вестгуз — торфяник. Загинув від поранення в спину.
- Детерінг — селянин. Дезертував додому, але його було спіймано.
- Франц Кеммеріх — однокласник Пауля; помер після ампутації ноги.
- Канторек — класний керівник, що заохочував учнів йти на фронт.
- Альберт Кроп — мав найяснішу голову, йому було ампутовано ногу в католицькій лікарні.

## Екранізації
- 1930 — «На Західному фронті без змін» — режисер Льюїс Майлстоун. Кінострічка отримала два «Оскари» у номінаціях «Найкращий режисер» та «Найкращий фільм».

- 1979 — «На Західному фронті без змін» — телевізійний фільм, режисер Делберт Манн.
- 2016 — «На Західному фронті без змін» — режисер Роджер Дональдсон.

- 2022 — «На Західному фронті без змін» — адаптація Netflix, режисер Едвард Берґер.

## Видання українською
- Еріх Марія Ремарк. На Заході без змін. Переклад з німецької: Михайло Балицький. Харків: Рух. 1929. 204 стор.[5][6]
- Еріх Марія Ремарк. На західному фронті без змін. Переклад з німецької: Жозефіна Бурґардт; вступна стаття: В. Іванушкін. Київ: Сяйво. 1929. 182 стор.[5][6]
  - (передрук) Еріх Марія Ремарк. На західному фронті без змін. Переклад з німецької: Жозефіна Бурґардт; Харків: Український робітник, 1930. 127 стор.[6]
  - (передрук) Еріх Марія Ремарк. На західньому фронті без змін. Переклад з німецької: Жозефіна Бурґардт; передмова: Карл Радек. Вінніпег: Накладом Робітничо-фермерської видавничого товариства. 1930. 230 стор.
- Еріх Марія Ремарк. Твори в 2-х томах. Київ: «Дніпро», 1986. 573 стор. (Т. 1), 768 стор. (Т. 2).
  - На Західному фронті без змін (Т. 1). Переклад з німецької: Катерина Гловацька.
  - Три товариші (Т. 1). Переклад з німецької: Микола Дятленко та Аркадій Плют.
  - Тріумфальна арка (Т. 2). Переклад з німецької: Євген Попович.
  - Чорний обеліск (Т. 2). Переклад з німецької: Євген Попович.
- Еріх Марія Ремарк. «На західному фронті без змін». Переклад з німецької: Дарія Радієнко; художник-ілюстратор: І. І. Яхін; художник-оформлювач: Л. Д. Киркач-Осипова. — Харків: «Фоліо»; Київ: Інститут літератури ім. Т. Г. Шевченка НАН України, 2008. — 254 стор. ISBN 978-966-03-3854-8.
- Еріх Марія Ремарк. «На західному фронті без змін». Переклад з німецької: Євген Попович. Харків: «Фоліо», 2008, 254 стор. ISBN 978-966-03-3654-8.
- Еріх Марія Ремарк. «На Західному фронті без змін. Повернення. Три товариші». Переклад з німецької: Наталка Сняданко, Катерина Гловацька, Микола Дятленко та Аркадій Плют. Харків: КСД, 2014, 912 стор. ISBN 978-966-14-7194-7.
  - «На Західному фронті без змін». Переклад з німецької: Катерина Гловацька.
  - «Повернення». Переклад з німецької: Наталка Сняданко.
  - «Три товариші». Переклад з німецької: Микола Дятленко та Аркадій Плют.
- Еріх Марія Ремарк. «На Західному фронті без змін». Переклад з німецької: Катерина Гловацька. Харків: КСД, 2018, 240 стор. ISBN 978-617-12-4314-9.